# Wyspa Wrangla
Wyspa Wrangla (ros. Остров Врангеля, czukocki Умӄиԓир) – wyspa na Oceanie Arktycznym, położona na północno-wschodnich krańcach Rosji, między Morzem Wschodniosyberyjskim a Morzem Czukockim.
Jest oddzielona od kontynentu Cieśniną De Longa. Wyspa wchodzi w skład Czukockiego Okręgu Autonomicznego. Powierzchnia wynosi 7670 km², środkowa część jest górzysta (najwyższy szczyt – Góra Sowiecka, 1096 m n.p.m.), wzdłuż wybrzeży rozciągają się niziny. Wyspa znajduje się w strefie klimatu subpolarnego, ale brak tu lodowców (aczkolwiek w dolinach gromadzi się nawiewany śnieg). Występują tu pustynie polarne i tundra mszysto-porostowa, lokalnie tundra krzewinkowa z krzaczastymi wierzbami. Występuje tu w sumie ok. 180 gatunków roślin nasiennych. 

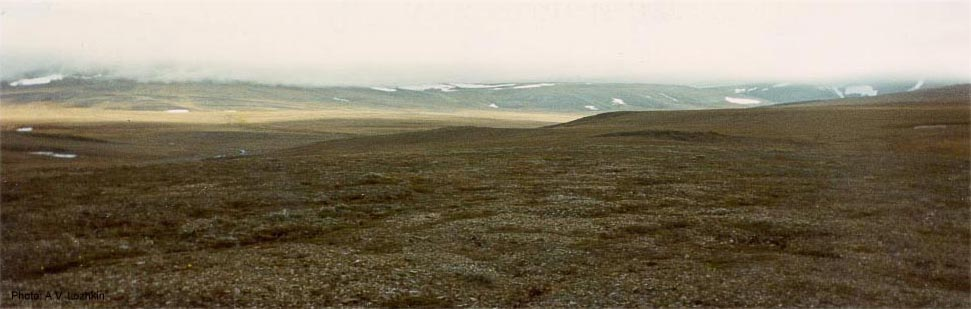
Tundra na Wyspie Wrangla

Znana dzięki licznym znaleziskom szczątków karłowatych mamutów, należących do ostatnich przedstawicieli tego gatunku – Mammuthus wranglensis. Wyginęły około 3800 lat temu. 
Wyspa Wrangla wraz z pobliską Wyspą Heralda i wodami je otaczającymi tworzy rezerwat przyrodniczy o nazwie Rezerwat „Wyspa Wrangla” znajdującym się na liście światowego dziedzictwa kulturowego i przyrodniczego UNESCO. Żyje tu wielka populacja morsów, niedźwiedzi polarnych i gniazduje wiele gatunków ptaków.
Wyspę nazwano na cześć niemieckiego odkrywcy w służbie rosyjskiej, admirała Ferdynanda von Wrangla.